# S/2003 (1089) 1
S/2003 (1089) 1 est un astéroïde de la ceinture principale, satellite naturel de (1089) Tama. Il fut découvert en 2003 grâce aux courbes de lumière obtenues entre le 24 décembre 2003 et le 5 janvier 2004 par Raoul Behrend, René Roy, Claudine Rinner, Pierre Antonini, Petr Pravec, Alan W. Harris, Stefano Sposetti, Russell I. Durkee et Alain Klotz. La lune mesure environ 9 kilomètres de diamètre (faisant du système un système binaire) et orbite à environ 20 kilomètres de son primaire en rotation synchrone avec une période de 0,6852 +/- 0.0002 jours.